# Leandro de Muner
Leandro Andrés de Muner (10 de abril de 1983, Buenos Aires, Argentina) es un futbolista argentino. Juega de mediocampista y su club actual es Club Atlético Mitre (Santiago del Estero) de la B Nacional.

## Trayectoria
Surgido de las divisiones inferiores de Argentinos Juniors. Debutó en primera con Tigre el 4 de diciembre de 2004 contra Estudiantes de Buenos Aires en la Primera B Metropolitana. En el 2006 pasó a All Boys. En el 2007 pasó a Atlanta y luego a Morón.

## Clubes
| Club                                      | País      | Año        |
| ----------------------------------------- | --------- | ---------- |
| Argentinos Juniors                        | Argentina | 2004       |
| Tigre                                     | Argentina | 2004-2006  |
| All Boys                                  | Argentina | 2006-2007  |
| Atlanta                                   | Argentina | 2007-2008  |
| C.D. Morón                                | Argentina | 2008       |
| Deportivo Alaves                          | España    | 2009       |
| C.A. Los Andes                            | Argentina | 2010       |
| San Martín de Tucumán                     | Argentina | 2010-2011  |
| Temperley                                 | Argentina | 2011-2012  |
| San Martín de Tucumán                     | Argentina | 2013       |
| Unión Aconquija                           | Argentina | 2014- 2015 |
| Club Atlético Mitre (Santiago del Estero) | Argentina | 2016       |

## Logros
| Título                    | Club                | País      | Año    |
| ------------------------- | ------------------- | --------- | ------ |
| Primera "B" Metropolitana | Club Atlético Tigre | Argentina | 2004-A |
| Primera "B" Metropolitana | Club Atlético Tigre | Argentina | 2005-C |

- Datos: Q5972290